# Gerbrandus Jelgersma

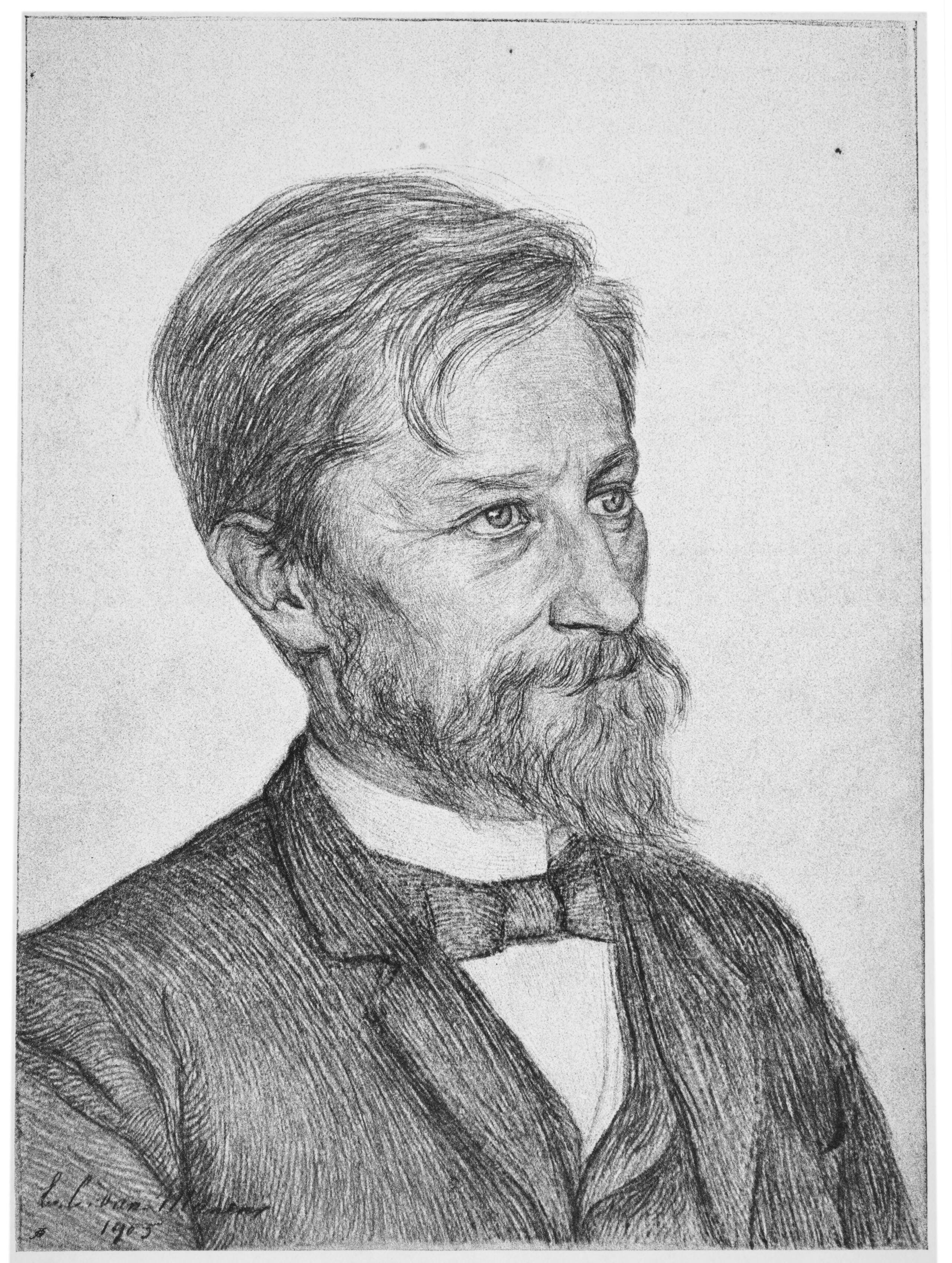
Gerbrand Jelgersma w 1905

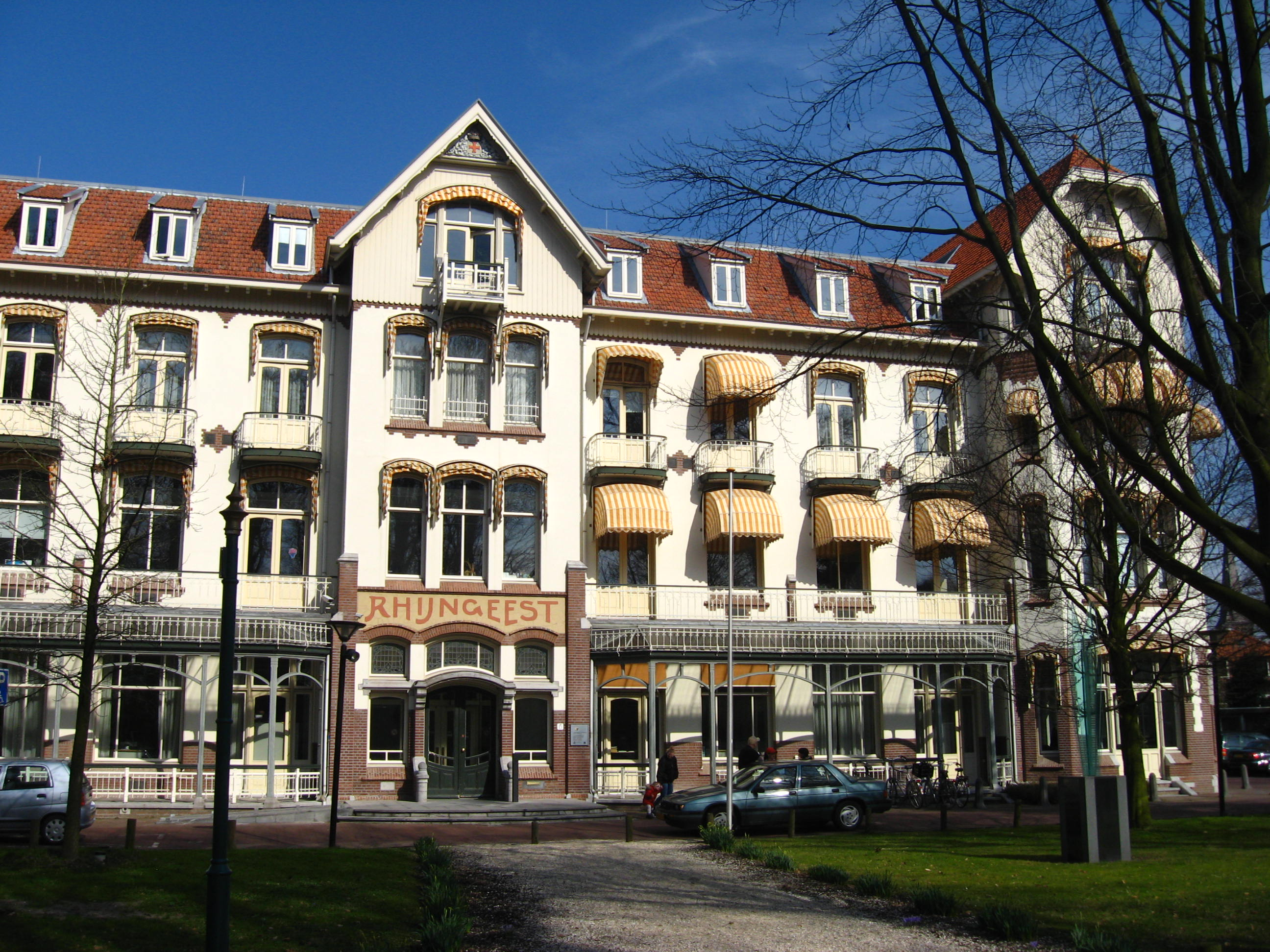
Jelgersmakliniek w Oegstgeest (2010)

Gerbrandus Jelgersma (ur. 1 listopada 1859 w Doeveren, zm. 17 sierpnia 1942 w Oegstgeest) – holenderski lekarz psychiatra. Od 1899 do 1930 profesor psychiatrii na Uniwersytecie w Lejdzie. Na jego cześć nazwano Jelgersmakliniek w Oegstgeest. 

## Wybrane prace
- Leerboek der psychiatrie (1911)
- Een geval van hysterie: Psycho-analytisch behandeld (1915)
- Atlas Anatomicum Cerebri Humani (Scheltema & Holkema 1931)